# Theodore Rodenburg

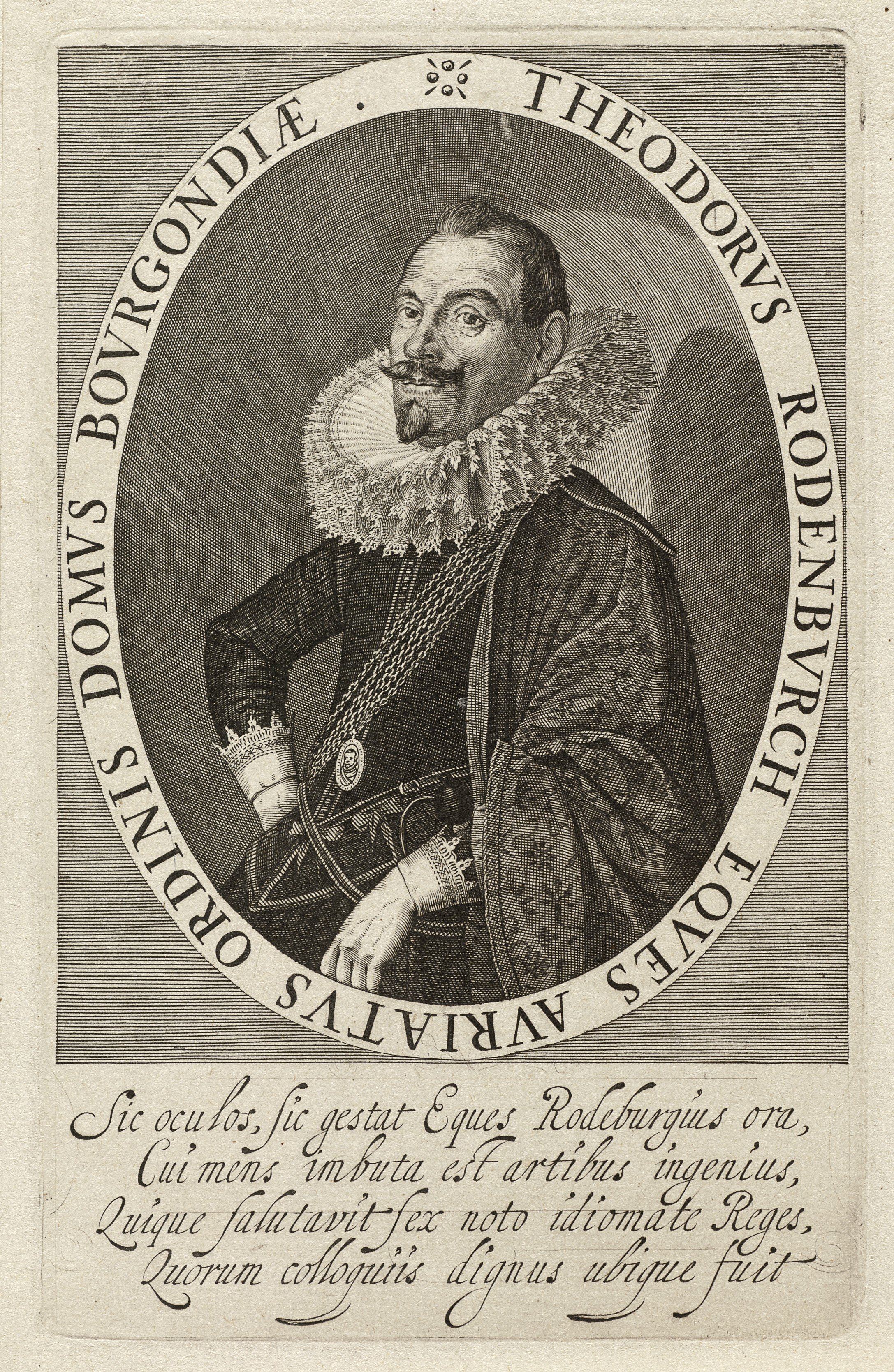
Retrato de Theodorus Rodenburgh Rodenburg, s. XVII.

Theodore Rodenburg (Amberes, ca. 1578-íd. octubre de 1644) fue un diplomático, hispanista y escritor flamenco.

## Biografía
Estuvo en España como embajador varios años y se enamoró del teatro español de Lope de Vega. Después de volver a Holanda se esforzó en dar a nuestro teatro algunas comedias, que a pesar de sus defectos no dejaron de tener cierto éxito por la gravedad española y la mezcla de lo cómico y lo trágico y el buen movimiento y acción. Intervino en el asunto del protestante holandés Gaspar Nicolás Claysen, quien llegó a Las Palmas en marzo de 1611 como maestre del navío Los Tres Reyes con el propósito de comerciar creyendo que la paz recién firmada garantizaba su seguridad, pese a que la Inquisición lo perseguía desde 1597, cuando se libró de cumplir una condena de un año de reclusión al huir de Canarias; como fue reconocido, se lo encarceló el 19 de abril de 1611 y se intentó en un proceso rapidísimo reducir a la fe católica "avisándole que no valían las paces", pero al no abjurar  fue condenado a muerte y a confiscación de todos sus bienes y la sentencia se ejecutó el 22 de abril de 1614. El proceso originó una reclamación diplomática, presentada en Madrid por Theodor Rodenburg, "diputado de los Estados de las Provincias Unidas".

## Obras
- Trouwen Batavier (1601)
- Batavierse Vryagie-spel (1616)
- Casandra. Hertoginne van Borgonie en Karel Baldeus (1617)
- Hertoginne Celia en Grave Prospero (1617)
- Ialoerse studenten (1617)
- Wraeck-gierigers treurspel (1618)
- Eglentiers poëtens borst-weringh (1619)
- Aurelia (1632)
- Mays (1634)
- Vrou Jacoba (1638)